# Else Hoppe (Eiskunstläuferin)
Else Hoppe (auch Liesl oder Elisabeth, geborene Meixner) war eine deutsche Eiskunstläuferin, die im Paarlauf für die Tschechoslowakei startete.
Ihr Partner und Ehemann war Oscar Hoppe. Mit ihm gemeinsam bestritt sie im Zeitraum von 1925 bis 1931 fünf Weltmeisterschaften. Ihre einzige Medaille errangen sie bei der Weltmeisterschaft 1927 in Wien mit Bronze hinter den beiden österreichischen Paaren Herma Szabó und Ludwig Wrede sowie Lilly Scholz und Otto Kaiser.
Bei ihrer einzigen Europameisterschaftsteilnahme belegten die Hoppes 1930 in Wien den siebten und letzten Platz.

## Ergebnisse

### Paarlauf
(mit Oscar Hoppe)
| Wettbewerb / Jahr     | 1925 | 1926 | 1927 | 1928 | 1929 | 1930 | 1931 |
| --------------------- | ---- | ---- | ---- | ---- | ---- | ---- | ---- |
| Weltmeisterschaften   | 5.   | 7.   | 3.   |      | 6.   |      | 6.   |
| Europameisterschaften |      |      |      |      |      | 7.   |      |

| Personendaten    | Personendaten                        |
| ---------------- | ------------------------------------ |
| NAME             | Hoppe, Else                          |
| KURZBESCHREIBUNG | tschechoslowakischer Eiskunstläufer  |
| GEBURTSDATUM     | 19. Jahrhundert oder 20. Jahrhundert |